# Hellmut Diwald
Hellmut Diwald (né le 13 août 1924 à Šatov, Tchécoslovaquie, mort le 26 mai 1993 à Wurtzbourg, Allemagne) est un historien allemand, professeur d'histoire médiévale et moderne à l'Université Friedrich-Alexander d'Erlangen-Nuremberg. Représentant de la «Nouvelle Droite» allemande, l'un de ses maîtres-ouvrages, Geschichte der Deutschen (Histoire des Allemands), suscita la polémique lors de sa publication en 1978 en raison de ses tendances révisionnistes et de sa visée ouvertement nationaliste. Dans les années 1980, il participe à la création d'un organisme négationniste, le ZFI.

## Études et guerre
Après ses études, Diwald participe comme soldat à la Seconde Guerre mondiale. Il soutient sa thèse sur Wilhelm Dilthey en 1958 puis est nommé professeur d'histoire.

## L'histoire des Allemands
Geschichte der Deutschen présente la bizarrerie, pour un livre d'histoire, de procéder à contre-sens de l'histoire: l'ouvrage commence par la période, et la critique, de l'Ostpolitik, et s'achève avec le couronnement de Henri Ier de Germanie en 919. Le livre présente l'histoire allemande comme une succession tragique de gloires déchues, passe rapidement sur le nazisme et l'extermination de masse et aborde la Seconde Guerre mondiale plutôt par ses conséquences géopolitiques pour l'Allemagne que par ses causes premières (Hitler et le nazisme). Il demande une ré-évaluation du passé allemand, s'insurgeant contre un prétendu «tabou» sur la mémoire et plaidant pour une fierté nationale.
La radicalité de la thèse de cet ouvrage, publié pour un grand public (100 000 exemplaires dès la première édition ), l'exposa à de nombreuses critiques, y compris au sein du camp conservateur . Karl Otmar von Aretin, directeur de l'Institut Leibniz d'histoire européenne (de), le qualifia de « livre confus et stupide, qu'aucun addendum ne pourrait corriger » . La polémique conduit l'éditeur à faire ré-écrire deux pages et demie dans la troisième édition . Selon l'historien britannique Geoff Eley, cet ouvrage préfigure la controverse de Bitburg et l'Historikerstreit des années 1980 .

## Années 1980
Il fonde le Centre de recherche d'histoire contemporaine Ingolstadt (en) (ZFI), un organisme révisionniste voire négationniste en 1981, avec Alfred Schickel (de) et Alfred Seidl (de). Deux ans plus tard, il participe à la création d'un mouvement conservateur à Bad Homburg, aux côtés de Wolfgang Seiffert (de), de l'ancien membre de la Division SS Charlemagne Franz Schönhuber, qui venait de quitter la CDU/CSU pour fonder le parti d'extrême-droite Die Republikaner, de Robert Hepp (de), Bernard Willms (de) et Hans-Joachim Arndt (de).